# リュトガー・ザフランスキー

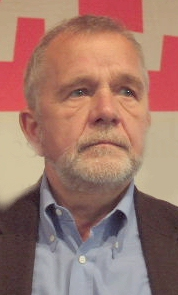
リュトガー・ザフランスキー

リューディガー・ザフランスキー（Rüdiger Safranski、1945年1月1日- ）はドイツ、バーデン＝ヴュルテンベルク州のロットヴァイルの生まれのドイツの哲学的な著述家である。

## 生涯
ザフランスキーは1965年から哲学・歴史・文化史をフランクフルト・アム・マインにおいてテオドール・アドルノの元で学び、のちにベルリンに移った。ベルリン工科大学で1972年から77年まで助手としてドイツ文学の領域で働き、1976年に「ドイツ連邦共和国における労働者文学の発展についての研究」で学位を取得。その後は、月刊誌「ベルリーナー・ヘフト」の共同編集者の1人として、後に主幹として働く。1977年から1982年には成人教育の講師も勤め、1987年からはベルリンでフリーライターとして活動している。ショーペンハウアー、ニーチェ、マルティン・ハイデッガー、ゲーテ、シラー、ホフマンなど、哲学者や文学者の生涯を時代背景とともに描く伝記的著述が多い。
ザフランスキーは、1994年からPENセンターのメンバーで、2001年からはダルムシュタットのドイツ言語と文学のアカデミーの一員でもある。2002年からはペーター・スローターダイクと組んで、ZDFの番組として2ヵ月に1回放送のトークショー番組「ドイツ哲学カルテット」に出演している。

## 受賞歴
- 1995年 - フリードリッヒ・メルカー賞（Friedrich-Märker-Preis） - エッセイにより
- 1996年 - ヴィルヘルム・ハインゼ賞（Wilhelm-Heinse-Medaille）-  マインツ学術文学アカデミーから
- 1998年 - エルンスト・ロベルト・クルティウス賞（ドイツ語版）（Ernst-Robert-Curtius-Preis）
- 2000年 - フリードリッヒ・ニーチェ賞（Friedrich-Nietzsche-Preis） - ザクセン・アンシュタルト郡から
- 2003年 - フレデリコ・ニーチェ国際賞（Premio Internazionale Frederico Nietzsche）
- 2005年 - ライプツィヒ書籍見本市賞（Preis der Leipziger Buchmesse） - 専門書・エッセイ部門
- 2006年 - フリードリッヒ・ヘルダーリン賞（Friedrich-Hölderlin-Preis） - バート・ホンブルク市から
- 2006年 - ヴェルト文学賞 - 日刊新聞ディ・ヴェルトから

## 著作
- E.T.A. Hoffmann. Das Leben eines skeptischen Phantasten. München u. a.: Hanser. 1984. ISBN 3-446-13822-6
  - 『E.T.A.ホフマン　ある懐疑的な夢想家の生涯』識名章喜訳　叢書ウニベルシタス・法政大学出版局、1994年
- Schopenhauer und die wilden Jahre der Philosophie. Eine Biographie. 2. Aufl. München u. a.: Hanser. 1988. ISBN 3-446-14490-0
  - 『ショーペンハウアー　哲学の荒れ狂った時代の一つの伝記』山本尤訳、同、1990年
- Wieviel Wahrheit braucht der Mensch? Über das Denkbare und das Lebbare. München u. a.: Hanser. 1990. ISBN 3-446-16045-0
  - 『人間にはいくつの真理が必要か　疎外論から他者論へ』山本尤・藤井啓司訳、同、1992年
- Ein Meister aus Deutschland. Heidegger und seine Zeit. München u. a.: Hanser. 1994. ISBN 3-446-17874-0
  - 『ハイデガー　ドイツの生んだ巨匠とその時代』　山本尤訳、同、1996年
- Das Böse oder Das Drama der Freiheit. München u. a.: Hanser. 1997. ISBN 3-446-18767-7
  - 『悪　あるいは自由のドラマ』　山本尤訳、同、1999年
- Friedrich Nietzsche. Biographie seines Denkens. ´München u. a.: Hanser. 2000. ISBN 3-446-19938-1
  - 『ニーチェ　その思考の伝記』　山本尤訳、同、2001年
- Wieviel Globalisierung verträgt der Mensch? München u. a.: Hanser. 2003. ISBN 3-446-20261-7
  - 『人間はどこまでグローバル化に耐えられるか』山本尤訳、同、2003年
- Friedrich Schiller oder die Erfindung des Deutschen Idealismus. München u. a.: Hanser. 2004. ISBN 3-446-20548-9
- Schiller als Philosoph - Eine Anthologie. Berlin 2005, wjs-Verlag, ISBN 3-937989-08-0
- Romantik - was sonst bei dem Sauwetter?. - München : Hanser, 2007. 
  - 『ロマン主義 : あるドイツ的な事件』津山拓也訳、同、2010年